# Giuseppe Rossi
Giuseppe Rossi (Teaneck, 1987. február 1. –) amerikai születésű olasz válogatott labdarúgó. A pekingi olimpia labdarúgó tornájának gólkirálya. Real Salt Lake középcsatára.